# Jan Pieńczykowski
Jan Pieńczykowski (ur. 4 marca 1896 w Sosnowcu, zm. 20-22 kwietnia 1940 w Katyniu) – polski adwokat, porucznik piechoty rezerwy Wojska Polskiego, kawaler Orderu Virtuti Militari, ofiara zbrodni katyńskiej.

## Życiorys
Syn Jana i Anny z Pieńczykowskich, urodzony 4 marca 1896 w Sosnowcu. Absolwent szkoły realnej w Skierniewicach oraz Wydziału Prawa Uniwersytetu Warszawskiego. Od 1918 w Wojsku Polskim, w 36 pułku piechoty. Po ukończeniu szkoły podchorążych jako podporucznik w 55 pułku piechoty. Brał udział w wojnie 1920 r. W 1922 w rezerwie, przydzielony do 1 pułku piechoty Legionów. Został odznaczony orderem „Virtuti Militari” V klasy, a we wniosku o jego nadanie, napisano m.in.:

W walkach pod Laskowem 17 września 1920 roku podczas silnych, następujących po sobie ataków bolszewickich, powstał zamęt w szeregach pułku, ranni zostali dowódca baonu i dowódcy 5 i 6 kompanii. Nieprzyjaciel zdobył cmentarz i ustawiony tam kaem pustoszył polskie szeregi. Zauważywszy to, ppor. Pieńczykowski, wysłany do baonu po informacje - dotarł bokami do pierwszej linii z narażeniem życia, objął dowództwo 5 i 6 kompanii, przeprowadził kontratak, wyrzucił wroga z cmentarza, ścigał aż do momentu, kiedy pułk z powrotem się sformował i przygotował do kontrataku. Nieprzyjaciel wycofał się na linię Prużany.

W okresie międzywojennym ukończył aplikację i zdał egzamin sędziowski, a następnie adwokacki. 29 stycznia 1932 został mianowany porucznikiem ze starszeństwem z 2 stycznia 1932 i 177. lokatą w korpusie oficerów rezerwowych piechoty. W dalszym ciągu posiadał przydział w rezerwie do 1 pp Leg.
W czasie kampanii wrześniowej, po agresji ZSRR na Polskę z 17 września 1939, w nieznanych okolicznościach dostał się niewoli sowieckiej. Od kwietnia 1940 przebywał w obozie jenieckim w Kozielsku. Między 19 a 21 kwietnia 1940 został przekazany do dyspozycji naczelnika Zarządu NKWD Obwodu Smoleńskiego – lista wywózkowa 036/3 z 16 kwietnia 1940. Między 20 a 22 kwietnia 1940 został zamordowany w Katyniu przez funkcjonariuszy Obwodowego Zarządu NKWD w Smoleńsku oraz pracowników NKWD przybyłych z Moskwy na mocy decyzji Biura Politycznego KC WKP(b) z 5 marca 1940. Ofiary tej zbrodni grzebano w bezimiennych mogiłach zbiorowych, gdzie od 28 lipca 2000 mieści się oficjalnie Polski Cmentarz Wojenny w Katyniu. W miejscu tym prowadzone były ekshumacje i prace archeologiczne. W 1943 jego ciało zostało zidentyfikowane w toku ekshumacji nadzorowanych przez Niemców pod numerem 887 – dosłownie opisany jako Piętrzykowski Jan (raport dzienny z 4 maja 1943). Przy jego szczątkach znaleziono: legitymację oficerską, legitymację i order Virtuti Militari, dwie pocztówki, dwie fotografie oraz kartę opałową do magazynu opałowego wojskowego. Figuruje na liście Komisji Technicznej PCK pod numerem 0887.
5 października 2007 minister obrony narodowej Aleksander Szczygło mianował go pośmiertnie na stopień kapitana. Awans został ogłoszony 9 listopada 2007 w Warszawie, w trakcie uroczystości „Katyń Pamiętamy – Uczcijmy Pamięć Bohaterów”.
24 marca 2009 minister obrony narodowej Bogdan Klich zmienił decyzję swojego poprzednika z dnia 5 października 2007 w ten sposób, że uchylił pkt. 3444 i nadał mu nowe brzmienie: „3444. por. Pienczykowski Jan s. Jana r. 1896 †Katyń”.

## Ordery i odznaczenia
- Krzyż Srebrny Orderu Wojskowego Virtuti Militari nr 4661[20][3]
- Krzyż Walecznych

## Upamiętnienie
13 kwietnia 2016, w ramach akcji „Katyń... pamiętamy” / „Katyń... Ocalić od zapomnienia”, w ogrodzie Pałacu Prezydenckiego został zasadzony Dąb Pamięci poświęconego wszystkim Ofiarom Zbrodni Katyńskiej, certyfikat z numerem 1.